# Francesco Sarego
Francesco Sarego SVD (* 1. August 1939 in Cologna Veneta, Provinz Verona, Italien) ist ein italienischer Ordensgeistlicher und emeritierter römisch-katholischer Bischof von Goroka.

## Leben
Francesco Sarego trat der Ordensgemeinschaft der Steyler Missionare bei und empfing am 20. August 1986 die Priesterweihe.
Papst Johannes Paul II. ernannte ihn am 6. Dezember 1995 zum Bischof von Goroka. Die Bischofsweihe spendete ihm der Erzbischof von Mount Hagen, Michael Meier SVD, am 27. April 1996; Mitkonsekratoren waren Erzbischof Ramiro Moliner Inglés, Apostolischer Nuntius in Papua-Neuguinea, und Wilhelm Kurtz SVD, Bischof von Kundiawa.
Papst Franziskus nahm am 9. Juni 2016 seinen altersbedingten Rücktritt an.